# Saint-Venant
Saint-Venant és un municipi francès situat al departament del Pas de Calais i a la regió dels Alts de França. L'any 2007 tenia 3.274 habitants.

## Demografia

### Població
El 2007 la població de fet de Saint-Venant era de 3.274 persones. Hi havia 1.103 famílies de les quals 300 eren unipersonals (158 homes vivint sols i 142 dones vivint soles), 389 parelles sense fills, 365 parelles amb fills i 49 famílies monoparentals amb fills.
La població ha evolucionat segons el següent gràfic:
Habitants censats

### Habitatges
El 2007 hi havia 1.236 habitatges, 1.129 eren l'habitatge principal de la família, 7 eren segones residències i 100 estaven desocupats. 1.079 eren cases i 154 eren apartaments. Dels 1.129 habitatges principals, 814 estaven ocupats pels seus propietaris, 296 estaven llogats i ocupats pels llogaters i 18 estaven cedits a títol gratuït; 13 tenien una cambra, 82 en tenien dues, 152 en tenien tres, 271 en tenien quatre i 610 en tenien cinc o més. 925 habitatges disposaven pel capbaix d'una plaça de pàrquing. A 507 habitatges hi havia un automòbil i a 478 n'hi havia dos o més.

### Piràmide de població
La piràmide de població per edats i sexe el 2009 era:
| Homes | Edats   | Dones |
| ----- | ------- | ----- |
| 0     | 95 o +  | 4     |
| 8     | 90 a 94 | 16    |
| 20    | 85 a 89 | 52    |
| 16    | 80 a 84 | 24    |
| 44    | 75 a 79 | 56    |
| 56    | 70 a 74 | 80    |
| 60    | 65 a 69 | 88    |
| 88    | 60 a 64 | 88    |
| 52    | 55 a 59 | 100   |
| 124   | 50 a 54 | 136   |
| 156   | 45 a 49 | 152   |
| 164   | 40 a 44 | 112   |
| 124   | 35 a 39 | 136   |
| 88    | 30 a 34 | 112   |
| 92    | 25 a 29 | 80    |
| 116   | 20 a 24 | 72    |
| 116   | 15 a 19 | 104   |
| 124   | 10 a 14 | 84    |
| 81    | 5 a 9   | 96    |
| 60    | 0 a 4   | 52    |

## Economia
El 2007 la població en edat de treballar era de 2.210 persones, 1.330 eren actives i 880 eren inactives. De les 1.330 persones actives 1.189 estaven ocupades (657 homes i 532 dones) i 141 estaven aturades (63 homes i 78 dones). De les 880 persones inactives 219 estaven jubilades, 222 estaven estudiant i 439 estaven classificades com a «altres inactius».

### Ingressos
El 2009 a Saint-Venant hi havia 1.180 unitats fiscals que integraven 2.842,5 persones, la mediana anual d'ingressos fiscals per persona era de 18.134 €.

### Activitats econòmiques
Dels 88 establiments que hi havia el 2007, 2 eren d'empreses alimentàries, 1 d'una empresa de fabricació de material elèctric, 4 d'empreses de fabricació d'altres productes industrials, 9 d'empreses de construcció, 26 d'empreses de comerç i reparació d'automòbils, 3 d'empreses de transport, 6 d'empreses d'hostatgeria i restauració, 5 d'empreses financeres, 3 d'empreses immobiliàries, 5 d'empreses de serveis, 14 d'entitats de l'administració pública i 10 d'empreses classificades com a «altres activitats de serveis».
Dels 31 establiments de servei als particulars que hi havia el 2009, 1 era una oficina d'administració d'Hisenda pública, 1 oficina de correu, 3 oficines bancàries, 2 funeràries, 3 tallers de reparació d'automòbils i de material agrícola, 2 paletes, 1 guixaire pintor, 2 fusteries, 2 lampisteries, 2 electricistes, 6 perruqueries, 1 veterinari, 2 restaurants, 1 agència immobiliària i 2 salons de bellesa.
Dels 9 establiments comercials que hi havia el 2009, 1 era un hipermercat, 2 fleques, 1 una fleca, 1 una sabateria, 1 una botiga de material de revestiment de parets i terra i 3 floristeries.
L'any 2000 a Saint-Venant hi havia 26 explotacions agrícoles que ocupaven un total de 1.260 hectàrees.

## Equipaments sanitaris i escolars
El 2009 hi havia 1 psiquiàtric, 2 farmàcies i 1 ambulància.
El 2009 hi havia 1 escola maternal i 1 escola elemental. Saint-Venant disposava d'un col·legi d'educació secundària amb 382 alumnes.
Saint-Venant disposava d'un centre de formació no universitària superior de formació sanitària.

## Poblacions més properes
El següent diagrama mostra les poblacions més properes.